# Collinsville, Alabama
Collinsville là một thị trấn thuộc quận DeKalb, tiểu bang Alabama, Hoa Kỳ. Dân số năm 2009 là 2000 người, mật độ đạt 197 người/km².